# Glenognatha heleios
Espèce
Glenognatha heleios est une espèce d'araignées aranéomorphes de la famille des Tetragnathidae.

## Distribution
Cette espèce est endémique du New Jersey aux États-Unis,. Elle se rencontre à Tuckerton dans le comté d'Ocean.

## Habitat
Cette araignée se rencontre dans les marais salés sur Spartina alterniflora.

## Description
Le mâle holotype mesure 2,04 mm et la femelle paratype 2,39 mm.

## Publication originale
- Hormiga & Döbel, 1990 : A new Glenognatha (Araneae, Tetragnathidae) from New Jersey, with redescriptions of G. centralis and G. minuta. Journal of Arachnology, vol. 18, no 2, p. 195-204 (texte intégral).